# Steve Canyon (serie televisiva)
Steve Canyon  è una serie televisiva statunitense in 34 episodi trasmessi per la prima volta nel corso di una sola stagione dal 1958 al 1959. È basata sul fumetto Steve Canyon di Milton Caniff.

## Personaggi
- tenente colonnello Stevenson B. Canyon (34 episodi), interpretato da	Dean Fredericks.
- annunciatore (34 episodi, 1958-1959), interpretato da	Jackson Beck.
- narratore (16 episodi, 1958-1959), interpretato da	Paul Frees.
- maggiore 'Willie' Williston (11 episodi, 1959-1960), interpretato da	Jerry Paris.
- Airman Abel Featherstone (7 episodi, 1959-1960), interpretato da	Abel Fernandez.
- capo della polizia Hagedorn (5 episodi, 1959-1960), interpretato da	Ted de Corsia.
- sergente Walsh (Tower Operator), interpretato da (5 episodi, 1958-1959), interpretato da	Robert Sampson.
- sergente Gerke (4 episodi, 1958-1959), interpretato da	Sidney Clute.
- maggiore Karl Richmond (3 episodi, 1958-1959), interpretato da	William Schallert.
- Sgt. Pete Berger (3 episodi, 1959-1960), interpretato da	Robert F. Hoy.
- Ingrid (3 episodi, 1959-1960), interpretato da	Ingrid Goude.
- Mrs. Anna Czerny (2 episodi, 1958-1959), interpretata da	Celia Lovsky.
- tenente Richard Muller (2 episodi, 1959), interpretato da	James Drury.
- capitano Kirby (2 episodi, 1958-1959), interpretato da	William Bryant.
- Bean N. Zook (2 episodi, 1959), interpretato da	James Griffith.
- Lisa (2 episodi, 1958-1959), interpretata da	Barbara Beaird.
- generale Black (2 episodi, 1958-1959), interpretato da	Nelson Leigh.
- colonnello Vanderhoek (2 episodi, 1959), interpretato da	Karl Swenson.

## Produzione
La serie fu prodotta da Pegasus Productions e girata negli studios della Universal a Universal City in California.

### Registi
Tra i registi della serie sono accreditati:
- Lamont Johnson (10 episodi, 1958-1959)
- Don Taylor (10 episodi, 1958-1959)
- Walter Grauman (7 episodi, 1958-1959)
- Arthur Marks (3 episodi, 1959)
- Andrew McCullough (2 episodi, 1958)

## Distribuzione
La serie fu trasmessa negli Stati Uniti dal 1958 al 1959 sulla rete televisiva NBC.

## Episodi
| Stagione       | Episodi | Prima TV USA |
| -------------- | ------- | ------------ |
| Prima stagione | 34      | 1958-1959    |